# Archidiocèse d'Hô Chi Minh-Ville
L'archidiocèse d'Hô Chi Minh-Ville (latin : Archidioecesis Hochiminhopolitana) est un archidiocèse catholique du sud du Viêt Nam. L'ancien archidiocèse de Saïgon a été renommé archidiocèse d'Hô Chi Minh-Ville le 23 novembre 1976. Il couvre 2 390 km2.

## Historique
Le vicariat apostolique de Cochinchine occidentale est fondé le 2 mars 1844, recevant son territoire du vicariat apostolique de Cochinchine (aujourd'hui diocèse de Qui Nhon). Il est confié aux prêtres des Missions étrangères de Paris de 1844 à 1955. Il prend le nom de vicariat apostolique de Saïgon, le 3 novembre 1924.
Il cède, le 8 janvier 1938, une portion de son territoire pour ériger le vicariat apostolique de Vinh Long aujourd'hui diocèse.
Jean XXIII l'élève, le 24 novembre 1960, au rang d'archidiocèse de Saïgon, tandis qu'il cède une portion de territoire à l'avantage du nouveau diocèse de My Tho. Il cède encore des territoires en 1965 - toujours à l'époque du Sud Viêt Nam - à l'avantage des nouveaux diocèses de Phú Cuong et de Xuân Lôc.
Le Saint-Siège lui donne son nom actuel, le 23 novembre 1976, quelques mois après la chute de Saïgon.
Les séminaristes sont accueillis pour leurs études au séminaire Saint-Joseph de Saïgon.

## Ordinaires
- Dominique Lefèbvre, mep, 11 mars 1844 - 1864
- Jean-Claude Miche, mep, 1864 - 1er décembre 1873, décédé
- Isidore-François-Joseph Colombert, mep, 1er décembre 1873 - 31 décembre 1894, décédé
- Jean-Marie Dépierre, mep, 12 avril 1895 - 17 octobre 1898, décédé
- Lucien-Émile Mossard (de), mep, 11 février 1899 - 11 février 1920, décédé
- Victor-Charles Quinton, mep, 11 février 1920 - 4 octobre 1924, décédé
- Isidore-Marie-Joseph Dumortier, mep, 7 décembre 1925 - 16 février 1940, décédé
- Jean Cassaigne, mep, 20 février 1941 - 20 septembre 1955
- Simon Hoa Nguyen Van Hien, 20 septembre 1955 - 24 novembre 1960, premier évêque de Saïgon originaire du pays
- Paul Nguyen Van Binh, 24 novembre 1960 - 1er juillet 1995, décédé
  - 1975: François Xavier Nguyen Van Thuan, archevêque coadjuteur
  - siège vacant 1995-1998
- Jean-Baptiste Pham Minh Mân, 1er mars 1998 - 22 mars 2014
  - 28 septembre 2013 au 22 mars 2014 : Paul Bùi Van Ðoc, archevêque coadjuteur.
- Paul Bùi Van Ðoc 22 mars 2014 - †6 mars 2018
- Joseph Nguyen Nang (vi) depuis le 19 octobre 2019

## Statistiques
Nombre de prêtres
- 1949 : 138 prêtres dont 3 réguliers
- 1970 : 499 prêtres dont 155 réguliers (dont les réfugiés du Nord Viêt Nam après 1954-1955)
- 2000 : 453 prêtres dont 171 réguliers
- 2004 : 519 prêtres dont 230 réguliers
- 2010 : 632 prêtres dont 327 réguliers

Nombre de religieux
- 1949 : 96
- 1970 : 626 (incluant les réfugiés du Nord Viêt Nam après 1954-1955)
- 1999 : 974
- 2002 : 1 214
- 2010 : 2 129

Nombre de religieuses
- 1970 : 1 991
- 1999 : 2 674
- 2004 : 3 382
- 2010 : 3 306

Nombre de paroisses
- 1970 : 128
- 1999 : 186
- 2004 : 195
- 2010 : 199

Nombre de baptisés
- 1949 : 115 000
- 1999 : 524 281
- 2004 : 602 478
- 2010 : 671 229
- 2014 : 683 988

Population totale
- 1949 : 2 500 000
- 1970 : 2 887 943
- 1999 : 4 989 703
- 2004 : 5 454 298
- 2010 : 6 780 917
- 2014 : 7 395 078

Pourcentage de catholiques dans la population totale
- 1949 : 4,6 %
- 1999 : 12 %
- 2004 : 11 %
- 2010 : 9,9 %
- 2014 : 9,2 %

## Source
- Annuaire pontifical, édition 2011